# Крюгер, Карл (дирижёр)
Карл Адальберт Крюгер (нем. Karl Adalbert Krueger; 19 января 1894, Атчисон, штат Канзас — 21 июля 1979, Элджин, штат Иллинойс) — американский дирижёр.
Окончил колледж в своём родном городе (1913), в 1914—1915 гг. учился в Консерватории Новой Англии у Уоллеса Гудрича (орган) и Джорджа Уайтфилда Чедуика (композиция). В 1916 году получил в Канзасском университете степень магистра искусств за диссертацию «Современный орган» (англ. The modern organ). Одновременно с 15 лет играл на органе в церкви Святого Марка в Атчисоне, затем в Кальварийской баптистской церкви в Канзас-Сити, а по окончании университета занял место органиста-ассистента в церкви Святого Луки в Нью-Йорке. Оттуда перешёл в церковь Святой Анны, где служил органистом до 1920 года; в 1920 году совершил гастрольную поездку по Бразилии.
Затем отправился в Европу для продолжения образования. Изучал философию и право в Венском университете, одновременно занимаясь теорией музыки под руководством Роберта Фукса. Решив посвятить себя дирижированию, брал уроки у Артура Никиша, по рекомендации которого затем работал ассистентом Франца Шалька в Венской опере и Венском филармоническом оркестре.
В 1926 году был приглашён возглавить Сиэтлский симфонический оркестр, возрождённый после нескольких лет перерыва в работе. По мнению ряда наблюдателей, эффективная работа Крюгера вывела этот провинциальный коллектив в число десяти-двенадцати лучших оркестров США. Затем, однако, с началом Великой депрессии делаемые оркестром сборы резко упали, и в самом конце 1931 года Крюгер подал в отставку. В 1933 году стал одним из инициаторов создания Филармонического оркестра Канзас-Сити и руководил им в течение десяти лет.
В 1943 году стал главным дирижёром Детройтского симфонического оркестра — как и в Сиэтле, после того, как оркестр некоторое время не функционировал из-за финансовых проблем. Дебютировал с оркестром 21 октября, дав мемориальный концерт памяти важнейшего из предыдущих руководителей коллектива, Осипа Габриловича. Крюгер значительно увеличил присутствие в программе оркестра произведений современных американских композиторов. 30 января 1945 года оркестр под управлением Крюгера дал концерт в нью-йоркском Карнеги-холле, вызвав восторженный отзыв Вирджила Томсона в газете New York Herald Tribune. В 1946 году Крюгер как дирижёр предпринял европейские гастроли, выступив с разными оркестрами во Франкфурте-на-Майне, Париже, Хельсинки, Стокгольме, Копенгагене, Осло, Вене, Праге и Мадриде. В качестве солистов с Детройтским оркестром под управлением Крюгера выступали, в частности, Артур Шнабель, Мариан Андерсон, Юсси Бьёрлинг. Тем не менее, к 1949 году затяжной конфликт между оркестрантами, дирижёром и менеджментом привёл к роспуску оркестра, Крюгер вышел в отставку и покинул Детройт.
С 1949 года жил и работал в Нью-Йорке, где основал собственный Американский мастерский оркестр (англ. American Arts Orchestra), с которым записал несколько альбомов американской музыки в рамках проекта «Сохранение американского музыкального наследия». В 1958 году выпустил книгу «Путь дирижёра» (англ. The Way of the Conductor) — историю своей профессии.